# 18. Dáil
Der 18. Dáil wurde am 7. April 1965 gewählt. Insgesamt 144 Abgeordnete (Teachtaí Dála) wurden in 42 Wahlkreisen mit dem Verfahren der übertragbaren Einzelstimmgebung (single transferable vote) bestimmt.

## Wahlausgang
siehe: Wahlen 1965

Sitzverteilung im 18. Dáil

Fianna Fáil und Fine Gael waren die stärksten Kräfte im Dáil. Die Fianna Fáil verfehlte die absolute Mehrheit um einen Sitz.
Der Dáil Éireann kam erstmals am 21. April 1965 zur konstituierenden Sitzung zusammen. Als Vorsitzender des Dáils (Ceann Comhairle) wurde Patrick Hogan (Labour) per Akklamation bestimmt. Seine Vertretung (Leas-Cheann Comhairle) wurde Cormac Breslin (Fianna Fáil).
Seán Lemass wurde zum Taoiseach gewählt. Er bildete die Regierung Lemass III. Oppositionsführer (Ceannaire an Fhreasúra) war Liam Cosgrave von der Fine Gael.
Seán Lemass trat am 10. November 1966 zurück. Sein Nachfolger wurde Jack Lynch, der daraufhin die Regierung Lynch I bildete.
Am 7. November 1967 zog sich Patrick Hogan vom Amt des Ceann Comhairle zurück. Für ihn rückte dann Cormac Breslin durch Akklamation nach. Neuer Leas-Cheann Comhairle wurde Denis Jones.
Es folgten die Neuwahlen am 18. Juni 1969.
| Partei | Partei             | Vorsitzende/r im Dáil | April 1965: gewählte Teachtaí Dála | Juni 1969: Teachtaí Dála | Veränderung |
| ------ | ------------------ | --------------------- | ---------------------------------- | ------------------------ | ----------- |
|        | Fianna Fáil        | Jack Lynch            | 72                                 | 73                       | +1          |
|        | Fine Gael          | Liam Cosgrave         | 47                                 | 46                       | −1          |
|        | Labour Party       | Brendan Corish        | 22                                 | 18                       | −4          |
|        | Unabhängige        |                       | 2                                  | 3                        | +1          |
|        | Clann na Poblachta |                       | 1                                  | −                        | −1          |
|        | Ceann Comhairle    |                       | −                                  | 1                        | +1          |
|        | Vakant             |                       | −                                  | 3                        | +3          |
| Gesamt | Gesamt             | 144                   | 144                                | 144                      | –           |

## Teachtaí Dála
| Wahlkreis                  | Name                      | Partei (Teilgruppe) | Partei (Teilgruppe)                          | Partei (Teilgruppe) | Partei (Teilgruppe)                                              | Im Amt seit        |
| Wahlkreis                  | Name                      | Zu Beginn des Dáil  | Zu Beginn des Dáil                           | Zum Ende des Dáil   | Zum Ende des Dáil                                                | Im Amt seit        |
| -------------------------- | ------------------------- | ------------------- | -------------------------------------------- | ------------------- | ---------------------------------------------------------------- | ------------------ |
| Carlow–Kilkenny            | Patrick Crotty            |                     | Fine Gael                                    | Fine Gael           | Fine Gael                                                        | 18. Februar 1948   |
| Carlow–Kilkenny            | Tom Nolan                 |                     | Fianna Fáil                                  | Fianna Fáil         | Fianna Fáil                                                      | 21. April 1965     |
| Carlow–Kilkenny            | Séamus Pattison           |                     | Labour                                       | Labour              | Labour                                                           | 11. Oktober 1961   |
| Carlow–Kilkenny            | Jim Gibbons               |                     | Fianna Fáil                                  | Fianna Fáil         | Fianna Fáil                                                      | 20. März 1957      |
| Carlow–Kilkenny            | Desmond Governey          |                     | Fine Gael                                    | Fine Gael           | Fine Gael                                                        | 11. Oktober 1961   |
| Cavan                      | Patrick Smith             |                     | Fianna Fáil                                  | Fianna Fáil         | Fianna Fáil                                                      | 19. September 1923 |
| Cavan                      | Tom Fitzpatrick           |                     | Fine Gael                                    | Fine Gael           | Fine Gael                                                        | 21. April 1965     |
| Cavan                      | John Tully                |                     | Clann na Poblachta                           |                     | Independent                                                      | 21. April 1965     |
| Clare                      | Patrick Hillery           |                     | Fianna Fáil                                  | Fianna Fáil         | Fianna Fáil                                                      | 13. Juni 1951      |
| Clare                      | Seán Ó Ceallaigh          |                     | Fianna Fáil                                  | Fianna Fáil         | Fianna Fáil                                                      | 22. Juli 1959      |
| Clare                      | Patrick Hogan             |                     | Labour Ceann Comhairle bis 10. November 1967 |                     | verstorben am 24. Januar 1969                                    | 18. Februar 1948   |
| Clare                      | William Murphy            |                     | Fine Gael                                    |                     | verstorben am 16. November 1967                                  | 13. Juni 1951      |
| Clare                      | Sylvester Barrett         |                     |                                              |                     | Fianna Fáil Nachwahl für William Murphy                          | 14. März 1968      |
| Cork Borough               | Pearse Wyse               |                     | Fianna Fáil                                  | Fianna Fáil         | Fianna Fáil                                                      | 21. April 1965     |
| Cork Borough               | Gus Healy                 |                     | Fianna Fáil                                  | Fianna Fáil         | Fianna Fáil                                                      | 21. April 1965     |
| Cork Borough               | Jack Lynch                |                     | Fianna Fáil                                  | Fianna Fáil         | Fianna Fáil                                                      | 18. Februar 1948   |
| Cork Borough               | Seán Casey                |                     | Labour                                       |                     | verstorben am 29. April 1967                                     | 2. Juni 1954       |
| Cork Borough               | Seán French               |                     |                                              |                     | Fianna Fáil Nachwahl für Seán Casey                              | 9. November 1967   |
| Cork Borough               | Stephen Barrett           |                     | Fine Gael                                    | Fine Gael           | Fine Gael                                                        | 3. März 1954       |
| Cork Mid                   | Donal Creed               |                     | Fine Gael                                    | Fine Gael           | Fine Gael                                                        | 21. April 1965     |
| Cork Mid                   | Flor Crowley              |                     | Fianna Fáil                                  | Fianna Fáil         | Fianna Fáil                                                      | 21. April 1965     |
| Cork Mid                   | Eileen Desmond            |                     | Labour                                       | Labour              | Labour                                                           | 10. März 1965      |
| Cork Mid                   | Thomas Meaney             |                     | Fianna Fáil                                  | Fianna Fáil         | Fianna Fáil                                                      | 21. April 1965     |
| Cork North-East            | Richard Barry             |                     | Fine Gael                                    | Fine Gael           | Fine Gael                                                        | 18. Juni 1953      |
| Cork North-East            | Philip Burton             |                     | Fine Gael                                    | Fine Gael           | Fine Gael                                                        | 11. Oktober 1961   |
| Cork North-East            | Martin Corry              |                     | Fianna Fáil                                  | Fianna Fáil         | Fianna Fáil                                                      | 23. Juni 1927      |
| Cork North-East            | Jerry Cronin              |                     | Fianna Fáil                                  | Fianna Fáil         | Fianna Fáil                                                      | 21. April 1965     |
| Cork North-East            | Patrick McAuliffe         |                     | Labour                                       | Labour              | Labour                                                           | 9. Juni 1944       |
| Cork South-West            | Michael Pat Murphy        |                     | Labour                                       | Labour              | Labour                                                           | 13. Juni 1951      |
| Cork South-West            | Seán Collins              |                     | Fine Gael                                    | Fine Gael           | Fine Gael                                                        | 11. Oktober 1961   |
| Cork South-West            | Edward Cotter             |                     | Fianna Fáil                                  | Fianna Fáil         | Fianna Fáil                                                      | 2. Juni 1954       |
| Donegal North-East         | Neil Blaney               |                     | Fianna Fáil                                  | Fianna Fáil         | Fianna Fáil                                                      | 11. Oktober 1961   |
| Donegal North-East         | Liam Cunningham           |                     | Fianna Fáil                                  | Fianna Fáil         | Fianna Fáil                                                      | 13. Juni 1951      |
| Donegal North-East         | Patrick Harte             |                     | Fine Gael                                    | Fine Gael           | Fine Gael                                                        | 11. Oktober 1961   |
| Donegal–South West         | Joseph Brennan            |                     | Fianna Fáil                                  | Fianna Fáil         | Fianna Fáil                                                      | 2. Juni 1954       |
| Donegal–South West         | Cormac Breslin            |                     | Fianna Fáil                                  |                     | Ceann Comhairle Nachfolge von Patrick Hogan ab 10. November 1967 | 21. Juli 1937      |
| Donegal–South West         | Patrick O’Donnell         |                     | Fine Gael                                    | Fine Gael           | Fine Gael                                                        | 16. November 1949  |
| Dublin County              | Seán Dunne                |                     | Labour                                       | Labour              | Labour                                                           | 11. Oktober 1961   |
| Dublin County              | Kevin Boland              |                     | Fianna Fáil                                  | Fianna Fáil         | Fianna Fáil                                                      | 20. März 1957      |
| Dublin County              | Mark Clinton              |                     | Fine Gael                                    | Fine Gael           | Fine Gael                                                        | 11. Oktober 1961   |
| Dublin County              | Patrick Burke             |                     | Fianna Fáil                                  | Fianna Fáil         | Fianna Fáil                                                      | 9. Juni 1944       |
| Dublin County              | Des Foley                 |                     | Fianna Fáil                                  | Fianna Fáil         | Fianna Fáil                                                      | 21. April 1965     |
| Dublin North-Central       | Luke Belton               |                     | Fine Gael                                    | Fine Gael           | Fine Gael                                                        | 21. April 1965     |
| Dublin North-Central       | Vivion de Valera          |                     | Fianna Fáil                                  | Fianna Fáil         | Fianna Fáil                                                      | 4. Dezember 1945   |
| Dublin North-Central       | Celia Lynch               |                     | Fianna Fáil                                  | Fianna Fáil         | Fianna Fáil                                                      | 2. Juni 1954       |
| Dublin North-Central       | Michael O’Leary           |                     | Labour                                       | Labour              | Labour                                                           | 21. April 1965     |
| Dublin North-East          | Paddy Belton              |                     | Fine Gael                                    | Fine Gael           | Fine Gael                                                        | 30. Mai 1963       |
| Dublin North-East          | George Colley             |                     | Fianna Fáil                                  | Fianna Fáil         | Fianna Fáil                                                      | 11. Oktober 1961   |
| Dublin North-East          | Charles Haughey           |                     | Fianna Fáil                                  | Fianna Fáil         | Fianna Fáil                                                      | 20. März 1957      |
| Dublin North-East          | Patrick Byrne             |                     | Fine Gael                                    | Fine Gael           | Fine Gael                                                        | 30. April 1956     |
| Dublin North-East          | Denis Larkin              |                     | Labour                                       | Labour              | Labour                                                           | 21. April 1965     |
| Dublin North-West          | Declan Costello           |                     | Fine Gael                                    | Fine Gael           | Fine Gael                                                        | 13. Juni 1951      |
| Dublin North-West          | Richard Gogan             |                     | Fianna Fáil                                  | Fianna Fáil         | Fianna Fáil                                                      | 2. Juni 1954       |
| Dublin North-West          | Michael Mullen            |                     | Labour                                       | Labour              | Labour                                                           | 11. Oktober 1961   |
| Dublin South-Central       | Philip A. Brady           |                     | Fianna Fáil                                  | Fianna Fáil         | Fianna Fáil                                                      | 20. März 1957      |
| Dublin South-Central       | Frank Cluskey             |                     | Labour                                       | Labour              | Labour                                                           | 21. April 1965     |
| Dublin South-Central       | Maurice E. Dockrell       |                     | Fine Gael                                    | Fine Gael           | Fine Gael                                                        | 1. Juli 1943       |
| Dublin South-Central       | Thomas J. Fitzpatrick     |                     | Fianna Fáil                                  | Fianna Fáil         | Fianna Fáil                                                      | 21. April 1965     |
| Dublin South-Central       | Seán Lemass               |                     | Fianna Fáil                                  | Fianna Fáil         | Fianna Fáil                                                      | 18. November 1924  |
| Dublin South-East          | Seán MacEntee             |                     | Fianna Fáil                                  | Fianna Fáil         | Fianna Fáil                                                      | 21. Januar 1919    |
| Dublin South-East          | John A. Costello          |                     | Fine Gael                                    | Fine Gael           | Fine Gael                                                        | 9. Juni 1944       |
| Dublin South-East          | Seán Moore                |                     | Fianna Fáil                                  | Fianna Fáil         | Fianna Fáil                                                      | 21. April 1965     |
| Dublin South-West          | Joseph Dowling            |                     | Fianna Fáil                                  | Fianna Fáil         | Fianna Fáil                                                      | 21. April 1965     |
| Dublin South-West          | Ben Briscoe               |                     | Fianna Fáil                                  | Fianna Fáil         | Fianna Fáil                                                      | 21. April 1965     |
| Dublin South-West          | Noel Lemass               |                     | Fianna Fáil                                  | Fianna Fáil         | Fianna Fáil                                                      | 14. November 1956  |
| Dublin South-West          | Richie Ryan               |                     | Fine Gael                                    | Fine Gael           | Fine Gael                                                        | 22. Juli 1959      |
| Dublin South-West          | John O’Connell            |                     | Labour                                       | Labour              | Labour                                                           | 21. April 1965     |
| Dún Laoghaire and Rathdown | Liam Cosgrave             |                     | Fine Gael                                    | Fine Gael           | Fine Gael                                                        | 1. Juli 1943       |
| Dún Laoghaire and Rathdown | David Andrews             |                     | Fianna Fáil                                  | Fianna Fáil         | Fianna Fáil                                                      | 21. April 1965     |
| Dún Laoghaire and Rathdown | Lionel Booth              |                     | Fianna Fáil                                  | Fianna Fáil         | Fianna Fáil                                                      | 20. März 1957      |
| Dún Laoghaire and Rathdown | Percy Dockrell            |                     | Fine Gael                                    | Fine Gael           | Fine Gael                                                        | 11. Oktober 1961   |
| Galway East                | Michael Carty             |                     | Fianna Fáil                                  | Fianna Fáil         | Fianna Fáil                                                      | 20. März 1957      |
| Galway East                | Brigid Hogan-O’Higgins    |                     | Fine Gael                                    | Fine Gael           | Fine Gael                                                        | 20. März 1957      |
| Galway East                | John Donnellan            |                     | Fine Gael                                    | Fine Gael           | Fine Gael                                                        | 3. Dezember 1964   |
| Galway East                | Anthony Millar            |                     | Fianna Fáil                                  | Fianna Fáil         | Fianna Fáil                                                      | 30. Mai 1958       |
| Galway East                | Michael F. Kitt           |                     | Fianna Fáil                                  | Fianna Fáil         | Fianna Fáil                                                      | 18. Februar 1948   |
| Galway West                | Fintan Coogan senior      |                     | Fine Gael                                    | Fine Gael           | Fine Gael                                                        | 2. Juni 1954       |
| Galway West                | Bobby Molloy              |                     | Fianna Fáil                                  | Fianna Fáil         | Fianna Fáil                                                      | 21. April 1965     |
| Galway West                | John Geoghegan            |                     | Fianna Fáil                                  | Fianna Fáil         | Fianna Fáil                                                      | 2. Juni 1954       |
| Kerry North                | Patrick Finucane          |                     | Independent                                  | Independent         | Independent                                                      | 1. Juli 1943       |
| Kerry North                | Thomas McEllistrim senior |                     | Fianna Fáil                                  | Fianna Fáil         | Fianna Fáil                                                      | 19. September 1923 |
| Kerry North                | Dan Spring                |                     | Labour                                       | Labour              | Labour                                                           | 1. Juli 1943       |
| Kerry South                | Timothy O’Connor          |                     | Fianna Fáil                                  | Fianna Fáil         | Fianna Fáil                                                      | 11. Oktober 1961   |
| Kerry South                | Patrick Connor            |                     | Fine Gael                                    | Fine Gael           | Fine Gael                                                        | 11. Oktober 1961   |
| Kerry South                | Honor Crowley             |                     | Fianna Fáil                                  |                     | verstorben am 18. Oktober 1966                                   | 4. Dezember 1945   |
| Kerry South                | John O’Leary              |                     |                                              |                     | Fianna Fáil Nachwahl für Honor Crowley                           | 7. Dezember 1966   |
| Kildare                    | Gerard Sweetman           |                     | Fine Gael                                    | Fine Gael           | Fine Gael                                                        | 18. Februar 1948   |
| Kildare                    | Brendan Crinion           |                     | Fianna Fáil                                  | Fianna Fáil         | Fianna Fáil                                                      | 11. Oktober 1961   |
| Kildare                    | Patrick Norton            |                     | Labour                                       |                     | Fianna Fáil                                                      | 21. April 1965     |
| Kildare                    | Terence Boylan            |                     | Fianna Fáil                                  | Fianna Fáil         | Fianna Fáil                                                      | 19. Februar 1964   |
| Laois–Offaly               | Henry Byrne               |                     | Labour                                       | Labour              | Labour                                                           | 21. April 1965     |
| Laois–Offaly               | Oliver J. Flanagan        |                     | Fine Gael                                    | Fine Gael           | Fine Gael                                                        | 1. Juli 1943       |
| Laois–Offaly               | Nicholas Egan             |                     | Fianna Fáil                                  | Fianna Fáil         | Fianna Fáil                                                      | 2. Juni 1954       |
| Laois–Offaly               | Patrick Lalor             |                     | Fianna Fáil                                  | Fianna Fáil         | Fianna Fáil                                                      | 11. Oktober 1961   |
| Laois–Offaly               | Thomas F. O’Higgins       |                     | Fine Gael                                    | Fine Gael           | Fine Gael                                                        | 18. Februar 1948   |
| Limerick East              | Stephen Coughlan          |                     | Labour                                       | Labour              | Labour                                                           | 11. Oktober 1961   |
| Limerick East              | Paddy Clohessy            |                     | Fianna Fáil                                  | Fianna Fáil         | Fianna Fáil                                                      | 20. März 1957      |
| Limerick East              | Tom O’Donnell             |                     | Fine Gael                                    | Fine Gael           | Fine Gael                                                        | 11. Oktober 1961   |
| Limerick East              | Donogh O’Malley           |                     | Fianna Fáil                                  |                     | verstorben am 10. März 1968                                      | 2. Juni 1954       |
| Limerick East              | Desmond O’Malley          |                     |                                              |                     | Fianna Fáil Nachwahl für Donogh O’Malley                         | 22. Mai 1968       |
| Limerick West              | James John Collins        |                     | Fianna Fáil                                  |                     | verstorben am 1. September 1967                                  | 18. Februar 1948   |
| Limerick West              | Gerard Collins            |                     |                                              |                     | Fianna Fáil Nachwahl für James John Collins                      | 9. November 1967   |
| Limerick West              | Denis Jones               |                     | Fine Gael                                    | Fine Gael           | Fine Gael                                                        | 20. März 1957      |
| Limerick West              | Donnchadh Ó Briain        |                     | Fianna Fáil                                  | Fianna Fáil         | Fianna Fáil                                                      | 8. Februar 1933    |
| Longford–Westmeath         | Gerald L’Estrange         |                     | Fine Gael                                    | Fine Gael           | Fine Gael                                                        | 21. April 1965     |
| Longford–Westmeath         | Joe Sheridan              |                     | Independent                                  | Independent         | Independent                                                      | 11. Oktober 1961   |
| Longford–Westmeath         | Frank Carter              |                     | Fianna Fáil                                  | Fianna Fáil         | Fianna Fáil                                                      | 11. Oktober 1961   |
| Longford–Westmeath         | Patrick Lenihan           |                     | Fianna Fáil                                  | Fianna Fáil         | Fianna Fáil                                                      | 21. April 1965     |
| Louth                      | Frank Aiken               |                     | Fianna Fáil                                  | Fianna Fáil         | Fianna Fáil                                                      | 19. September 1923 |
| Louth                      | Pádraig Faulkner          |                     | Fianna Fáil                                  | Fianna Fáil         | Fianna Fáil                                                      | 20. März 1957      |
| Louth                      | Paddy Donegan             |                     | Fine Gael                                    | Fine Gael           | Fine Gael                                                        | 11. Oktober 1961   |
| Mayo North                 | Thomas O’Hara             |                     | Fine Gael                                    | Fine Gael           | Fine Gael                                                        | 21. April 1965     |
| Mayo North                 | Patrick Lindsay           |                     | Fine Gael                                    | Fine Gael           | Fine Gael                                                        | 21. April 1965     |
| Mayo North                 | Phelim Calleary           |                     | Fianna Fáil                                  | Fianna Fáil         | Fianna Fáil                                                      | 26. Juni 1952      |
| Mayo South                 | Seán Flanagan             |                     | Fianna Fáil                                  | Fianna Fáil         | Fianna Fáil                                                      | 13. Juni 1951      |
| Mayo South                 | Michael Lyons             |                     | Fine Gael                                    | Fine Gael           | Fine Gael                                                        | 21. April 1965     |
| Mayo South                 | Mícheál Ó Móráin          |                     | Fianna Fáil                                  | Fianna Fáil         | Fianna Fáil                                                      | 30. Juni 1938      |
| Mayo South                 | Henry Kenny               |                     | Fine Gael                                    | Fine Gael           | Fine Gael                                                        | 2. Juni 1954       |
| Meath                      | Denis Farrelly            |                     | Fine Gael                                    | Fine Gael           | Fine Gael                                                        | 11. Oktober 1961   |
| Meath                      | Michael Hilliard          |                     | Fianna Fáil                                  | Fianna Fáil         | Fianna Fáil                                                      | 1. Juli 1943       |
| Meath                      | James Tully               |                     | Labour                                       | Labour              | Labour                                                           | 11. Oktober 1961   |
| Monaghan                   | James Dillon              |                     | Fine Gael                                    | Fine Gael           | Fine Gael                                                        | 9. März 1932       |
| Monaghan                   | Erskine Hamilton Childers |                     | Fianna Fáil                                  | Fianna Fáil         | Fianna Fáil                                                      | 30. Juni 1938      |
| Monaghan                   | Patrick Mooney            |                     | Fianna Fáil                                  | Fianna Fáil         | Fianna Fáil                                                      | 2. Juni 1954       |
| Roscommon                  | Joan Burke                |                     | Fine Gael                                    | Fine Gael           | Fine Gael                                                        | 8. Juli 1964       |
| Roscommon                  | Hugh Gibbons              |                     | Fianna Fáil                                  | Fianna Fáil         | Fianna Fáil                                                      | 21. April 1965     |
| Roscommon                  | Brian Lenihan senior      |                     | Fianna Fáil                                  | Fianna Fáil         | Fianna Fáil                                                      | 11. Oktober 1961   |
| Roscommon                  | Patrick J. Reynolds       |                     | Fianna Fáil                                  | Fianna Fáil         | Fianna Fáil                                                      | 11. Oktober 1961   |
| Sligo–Leitrim              | James Gallagher           |                     | Fine Gael                                    | Fine Gael           | Fine Gael                                                        | 11. Oktober 1961   |
| Sligo–Leitrim              | Joseph McLoughlin         |                     | Fine Gael                                    | Fine Gael           | Fine Gael                                                        | 1. März 1961       |
| Sligo–Leitrim              | Eugene Gilbride           |                     | Fianna Fáil                                  | Fianna Fáil         | Fianna Fáil                                                      | 18. Februar 1948   |
| Sligo–Leitrim              | Eugene Gilhawley          |                     | Fine Gael                                    | Fine Gael           | Fine Gael                                                        | 11. Oktober 1961   |
| Tipperary North            | John Fanning              |                     | Fianna Fáil                                  | Fianna Fáil         | Fianna Fáil                                                      | 13. Juni 1951      |
| Tipperary North            | Thomas Dunne              |                     | Fine Gael                                    | Fine Gael           | Fine Gael                                                        | 11. Oktober 1961   |
| Tipperary North            | Patrick Tierney           |                     | Labour                                       | Labour              | Labour                                                           | 20. März 1957      |
| Tipperary South            | Don Davern                |                     | Fianna Fáil                                  |                     | verstorben am 2. November 1968                                   | 21. April 1965     |
| Tipperary South            | Jackie Fahey              |                     | Fianna Fáil                                  | Fianna Fáil         | Fianna Fáil                                                      | 21. April 1965     |
| Tipperary South            | Patrick Hogan             |                     | Fine Gael                                    | Fine Gael           | Fine Gael                                                        | 11. Oktober 1961   |
| Tipperary South            | Seán Treacy               |                     | Labour                                       | Labour              | Labour                                                           | 11. Oktober 1961   |
| Waterford                  | Thaddeus Lynch            |                     | Fine Gael                                    |                     | verstorben am 25. Oktober 1966                                   | 2. Juni 1954       |
| Waterford                  | Fad Browne                |                     |                                              |                     | Fianna Fáil Nachwahl für Thaddeus Lynch                          | 7. Dezember 1966   |
| Waterford                  | Thomas Kyne               |                     | Labour                                       | Labour              | Labour                                                           | 18. Februar 1948   |
| Waterford                  | Billy Kenneally           |                     | Fianna Fáil                                  | Fianna Fáil         | Fianna Fáil                                                      | 21. April 1965     |
| Wexford                    | Brendan Corish            |                     | Labour                                       | Labour              | Labour                                                           | 4. Dezember 1945   |
| Wexford                    | Lorcan Allen              |                     | Fianna Fáil                                  | Fianna Fáil         | Fianna Fáil                                                      | 11. Oktober 1961   |
| Wexford                    | Anthony Esmonde           |                     | Fine Gael                                    | Fine Gael           | Fine Gael                                                        | 13. Juni 1951      |
| Wexford                    | James Kennedy             |                     | Fianna Fáil                                  |                     | verstorben am 13. September 1968                                 | 21. April 1965     |
| Wicklow                    | Paudge Brennan            |                     | Fianna Fáil                                  | Fianna Fáil         | Fianna Fáil                                                      | 2. Juni 1954       |
| Wicklow                    | James Everett             |                     | Labour                                       | Labour              | Labour                                                           | 9. September 1922  |
| Wicklow                    | Michael O’Higgins         |                     | Fine Gael                                    | Fine Gael           | Fine Gael                                                        | 2. Juni 1954       |

1. Dáil (1919–1921) |
2. Dáil (1921–1922) |
3. Dáil (1922–1923) |
4. Dáil (1923–1927) |
5. Dáil (1927) |
6. Dáil (1927–1932) |
7. Dáil (1932–1933) |
8. Dáil (1933–1937) |
9. Dáil (1937–1938) |
10. Dáil (1938–1943) |
11. Dáil (1943–1944) |
12. Dáil (1944–1948) |
13. Dáil (1948–1951) |
14. Dáil (1951–1954) |
15. Dáil (1954–1957) |
16. Dáil (1957–1961) |
17. Dáil (1961–1965) |
18. Dáil (1965–1969) |
19. Dáil (1969–1973) |
20. Dáil (1973–1977) |
21. Dáil (1977–1981) |
22. Dáil (1981–1982) |
23. Dáil (1982) |
24. Dáil (1982–1987) |
25. Dáil (1987–1989) |
26. Dáil (1989–1992) |
27. Dáil (1992–1997) |
28. Dáil (1997–2002) |
29. Dáil (2002–2007) |
30. Dáil (2007–2011) |
31. Dáil (2011–2016) |
32. Dáil (2016–2020) |
33. Dáil (2020–2024) |
34. Dáil (seit 2024)